# درگذشتگان ۲۰۰۶
این صفحه فهرست درگذشتگان ۲۰۰۶ است.
- آنا پولیتکوفسکایا
- الیاس هراوی
- اوریانا فالاچی
- ایلان حلیمی
- بتی فریدان
- بولنت اجویت
- جان کنت گالبرایت
- جورج لیگتی
- دویگو آسنا
- دیوید برونشتین
- رابرت آدلر
- رابرت آلتمن
- زدراکو رایکوف
- سید برت
- سیلوا کاپوتیکیان
- عبدالله نوری (تاجیکستان)
- فریدون هویدا
- میلتون فریدمن
- نجیب محفوظ
- ویلیام مونتگمری وات
- پل ریچارد هالموس
- پیتر نورمن